# Єлбанська сільська рада (Усть-Пристанський район)
Єлба́нська сільська рада (рос. Елбанский сельский совет) — сільське поселення у складі Усть-Пристанського району Алтайського краю Росії.
Адміністративний центр — село Єлбанка.

## Населення
Населення — 623 особи (2019; 781 в 2010, 1018 у 2002).

## Склад
До складу сільської ради входять:
| Населений пункт     | Населення, осіб (2002) | Населення, осіб (2010) |
| ------------------- | ---------------------- | ---------------------- |
| Єлбанка, село       | 811                    | 632                    |
| Коловий Мис, селище | 207                    | 149                    |